# Ereynetes macquariensis
Ereynetes macquariensis är en spindeldjursart som beskrevs av Alex Fain 1962. Ereynetes macquariensis ingår i släktet Ereynetes och familjen Ereynetidae. Inga underarter finns listade i Catalogue of Life.